# ألميتيرين
ألميتيرين هو دواء مشتق من ثنائي فنيل مثيل بيبيرازين، يصنفه نظام التصنيف الكيميائي العلاجي التشريحي على أنه منبه تنفسي. ينشط هذا الدواء التنفس من خلال النهوض بالمستقبلات الكيميائية الموجودة في الأجسام السباتية.
تنتج مختبرات سرفير هذا الدواء تحت اسم تجاري هو Duxil.
تمت دراسة استخدام ألميتيرين مع راوباسين لعلاج بعض الأمراض المتعلقة بالعمر بعد الإصابة بالسكتة.

## التخليق

تخليق ألميتيرين: